# Wellington Monteiro
Wellington de Oliveira Monteiro (Rio de Janeiro, 7 de setembro de 1978) é um ex-futebolista e atual treinador brasileiro, atualmente, comanda o União-PR.
Atuando pelo Vasco, foi herói na Taça Guanabara de 2003, onde marcou um gol e sagrou-se campeão com empate por 1 a 1 com o Flamengo.
Foi contratado pelo Internacional em abril de 2006 junto ao Caxias. Pelo clube, onde atuou nas temporadas 2006, 2007 e 2008, conquistou a Copa Libertadores da América em 2006, Campeonato Mundial de Clubes da FIFA em 2006, Recopa Sul-Americana em 2007, Dubai Cup em 2008 e Campeonato Gaúcho em 2008. Disputou 91 partidas pelo Inter e converteu 2 gols.
Em agosto de 2008, foi penalizado pelo Inter quando, na derrota por 4 a 0 para o Vasco pela 20ª rodada do Brasileirão, criticou o técnico Tite.
Em setembro de 2008, foi emprestado ao Fluminense por três meses, para tentar ajudar a tirar o time da zona de rebaixamento do Campeonato Brasileiro. Em 2009, o volante entrou em conflito com o técnico Cuca e foi afastado da reta final do Campeonato Brasileiro.
Em 2010, foi contratado pelo Goiás.
Foi contratado pelo Guarani para a temporada 2012, onde foi titular na campanha do vice-campeonato Paulista. No mesmo ano, passou por uma cirurgia de joelho e não conseguiu disputar nenhuma partida pela Série B do Brasileiro, competição na qual o Guarani foi rebaixado.
Em 2014 chegou a anunciar a aposentadoria do futebol, e em 2015, comandou um projeto social voltado para a formação de novos jogadores no Rio de Janeiro.
Em janeiro de 2016, retornou da aposentadoria e foi contratado pelo Guarani-RS para disputar a Divisão de Acesso do Gauchão.
Ainda em 2016, chegou ao Clube Esportivo União-PR, onde foi capitão e conquistou o título da terceira divisão e o vice-campeonato na segundona, chegando à elite do futebol paranaense. Deixou o clube no final de janeiro de 2018.
Em fevereiro de 2018, foi contratado pelo Lajeadense  para a disputa do Campeonato Gaúcho de Futebol - Série A2 e da Copa FGF, Wellington atuou em 23 partidas pelo clube de Lajeado naquela temporada, que chegou até as quartas de final da Divisão de Acesso, já na Copa FGF, o Lajeadense caiu na fase de grupos, e ao final de 2018, agora de maneira definitiva, Wellington anunciou a aposentadoria dos gramados, aos 40 anos.

## Carreira como treinador
Dois anos após anunciar a aposentadoria dos gramados, Wellington Monteiro seguiu atuando no mundo do futebol, agora na casamata, sua primeira experiência como treinador foi pelo Queimados, do Rio de Janeiro.
Em 2022, foi auxiliar técnico da equipe sub-17 do Bangu , e em 2023, treinou o sub-20 do XV Uber, de Minas Gerais.
No dia 23 de janeiro de 2024, foi anunciado como auxiliar técnico de Gustavo Papa no Esportivo, para a disputa do Campeonato Gaúcho de Futebol - Série A2. Wellington e Papa jogaram juntos no Inter, em 2007. 
Em 20 de junho de 2024, com a demissão de Gustavo Papa, após derrota do Esportivo para o Brasil de Farroupilha, pela 9º rodada da Divisão de Acesso, Wellington também deixou o clube.
Em agosto de 2024, foi anunciado como novo treinador da equipe sub-16 do Greminho (RJ), para a disputa do Campeonato Guilherme Embry, competição de base organizada pela FERJ. Monteiro deixou o clube após a competição. 
Em julho de 2025, foi anunciado como novo treinador do União, para a disputa da Terceira Divisão do Campeonato Paranaense, retornando ao clube o qual teve uma passagem marcante no final da carreira como jogador. Será auxiliado por Marcos Paraná.

## Títulos
Vasco da Gama
- Campeonato Carioca de Futebol: 2003

Internacional 
- Campeonato Mundial de Clubes da FIFA: 2006
- Copa Libertadores da América: 2006
- Recopa Sul-Americana: 2007
- Dubai Cup: 2008
- Campeonato Gaúcho: 2008

União-PR
- Campeonato Paranaense de Futebol - Terceira Divisão: 2016